# Crucifix peint (Deodato Orlandi, Lucques)
Ce Crucifix de Deodato Orlandi à Lucques  est une croix peinte en  tempera sur bois réalisée par Deodato Orlandi en 1288, conservée au Musée de la villa Guinigi de Lucques.

## Description
Il s'agit d'une représentation du Christus patiens, le Christ souffrant et résigné de facture byzantine, le Christ mort (kénose) de la représentation orientale (byzantine) montrant les déformations dues aux sévices infligés :
- Face tournée, émaciée saisie par la mort dans une pose sereine,
- yeux fermés du  masque mortuaire,
- affaissement du corps,
- plaies saignantes (mains, pieds et flanc)
- Les pieds ne sont pas superposés.

Seulement deux figures saintes accompagnent le Christ en croix : Marie et Jean, chacun dans les tabelloni aux extrémités gauche et droite du patibulum.
Les bras de la croix sont bleus, bordés d'une double corniche dorée.
Le Christ trône en rédempteur en haut de la croix en clipeus au-dessus du titulus qui affiche le texte détaillé de l'INRI en lettres dorées sur fond rouge.
Le périzonium est transparent laissant voir le corps du Christ
Le panneau situé au niveau des flancs du Christ est à motifs répétés dorés.
Le panneau du bas de soppedaneo affiche le texte de la signature également en lettres dorées sur fond rouge.